# Sąd grodzki (I Rzeczpospolita)
Sąd grodzki (łac. iudicium castrense, iudicia capitanealia) – sąd właściwy dla szlachty nieosiadłej, rozpatrujący sprawy związane z naruszeniem spokoju i bezpieczeństwa wewnętrznego. Sądził każdego sprawcę ze stanu szlacheckiego w przypadkach: popełnienia przestępstwa z czterech artykułów grodzkich (zgwałcenie, rabunek na drodze publicznej, podpalenie i napad na dom szlachecki) oraz zabójstwa, jeśli pojmano go na gorącym uczynku (in recenti). Sąd grodzki rozpatrywał niektóre sprawy cywilne, takie jak szkody wyrządzone osobie duchownej, o zbiegostwo poddanych i sprzeniewierzenie grosza publicznego, prowadził także egzekucję wyroków. W XVI wieku z sądu grodzkiego wyodrębnił się urząd grodzki (officium castrense).
W sądzie grodzkim orzekał starosta. Sieć sądów grodzkich w Koronie zależała od tradycji regionalnych. Najczęściej każda ziemia miała swój
gród, choć możliwe były inne rozwiązania. Większość Wielkopolski podlegała jurysdykcji jednego starosty generalnego Wielkopolski, a np. w dużej ziemi krakowskiej funkcjonowały trzy grody (Kraków, Biecz, Sącz). Tworzono też odrębne terenowe urzędy grodzki podległe staroście (półgródki).
Sesje sądowe w grodach miały odbywać się co 6 tygodni (roki starościńskie termini iudiciales capitanei), co 2 tygodnie (roki urzędu grodzkiego tzw. kwerele termini querellarum ac causarum officii).
Instancję apelacyjną od sądów grodzkich stanowiły sądy wiecowe.